# Congregación
Se llama congregación a una hermandad de fieles de una misma tradición religiosa, generalmente cristiana.

## En la Iglesia católica
En la Iglesia católica se denomina congregación al cuerpo o comunidad de sacerdotes seculares, dedicados al ejercicio de los ministerios eclesiásticos; por ejemplo, en la Curia Romana, se llama así a cualquiera de las juntas dispuestas de cardenales, prelados y otras personas, aunque también recibe este nombre cualquier instituto religioso aprobado, cuyos miembros emiten votos simples. Por otro lado, existe la llamada congregación de los fieles, es decir, la «Iglesia universal», el conjunto de todos los creyentes. Además, en el monacato, se llama congregación a la rеunіón de monasterios bајо un mіѕmо ѕuреrіоr.

## En el protestantismo
En las iglesias protestantes la congregación es la agrupación básica de creyentes, unidos no por un credo, sino por un convenio o acuerdo establecido entre sus miembros.
En las iglesias de política congregacionalista, una congregación es una iglesia autónoma que se une libremente a otras semejantes para formar una denominación cristiana o asociación de congregaciones, que permita su coordinación y ayuda mutua a nivel regional, nacional o internacional.

## Testigos de Jehová
La congregación es la unidad fundamental y primaria de los creyentes, pertenecientes a un territorio específico (generalmente de menor tamaño). También se hace referencia, con el término «congregación», al grupo entero de creyentes a nivel mundial: «la congregación cristiana».